# 24 tháng 12
Ngày 24 tháng 12 là ngày thứ 358 (359 trong năm nhuận) trong lịch Gregory. Còn 1 tuần trong năm.

## Sự kiện
- 36 – Quân chủ Thành Gia là Công Tôn Thuật tử chiến do bị trọng thương trong lúc giao chiến với quân Đông Hán, tức ngày Mậu Dần (18) tháng 11 năm Bính Thân.
- 502 – Lương Vũ Đế chỉ định Tiêu Thống làm trữ quân.
- 563 – Nhà thờ Byzantine Hagia Sophia tại Constantinopolis được khánh thành lần thứ nhì sau khi bị động đất tàn phá.
- 640 – Giáo hoàng Gioan IV  được bầu.
- 759 – Đỗ Phủ đến Thành Đô.
- 940 – Hậu Tấn Cao Tổ Thạch Kính Đường phong Vương Diên Hy làm Mân quốc vương, tức ngày Giáp Thân (23) tháng 11 năm Canh Tý.
- 1144 – Thủ phủ của Bá quốc Edessa thất thủ dưới quân của Imad al-Din Zengi.
- 1294 – Bônifaciô VIII được bầu làm Giáo hoàng, thay thế Giáo hoàng Cêlestinô V do người này từ nhiệm.
- 1777 – Nhà thám hiểm James Cook phát hiện ra đảo Kiritimati, hay còn gọi là đảo Christmas.
- 1818 – "Đêm thánh vô cùng", bài hát Giáng Sinh của tác giả Josef Mohr và Franz Gruber lần đần tiên được biểu diễn tại một nhà thờ Áo.
- 1865 – Tổ chức Ku Klux Klan được thành lập tại Tennessee, Hoa Kỳ.
- 1914 – Chiến tranh thế giới thứ nhất: "Hưu chiến đêm Giáng sinh" bắt đầu.
- 1924 – Albania trở thành một nước cộng hòa.
- 1941 – Chiến tranh thế giới thứ hai: Quân đội Nhật Bản chiếm thành phố Kuching trên đảo Borneo.
- 1951 – Libya độc lập từ Ý. Idris được tuyên bố là Quốc vương Libya.
- 1964 – Chiến tranh Việt Nam: Mặt trận Dân tộc Giải phóng miền Nam Việt Nam tiến hành Vụ đánh bom cư xá Brinks tại Sài Gòn.
- 1999 – Một máy bay của Indian Airlines bị 'bắt cóc trên không phận Ấn Độ khi đang trong hành trình từ Kathmandu của Nepal đến Delhi.
- 2008 – Quân kháng chiến của Chúa bắt đầu tấn công một số làng tại Cộng hòa Dân chủ Congo, khiến ít nhất 400 người bị giết.

## Sinh
- 3 TCN – Galba, hoàng đế của Đế quốc La Mã (m. 69)
- 1798 – Adam Mickiewicz, nhà thơ người Ba Lan (m. 1855)
- 1809 – Kit Carson, chiến binh người Mỹ (m. 1868)
- 1818 – James Prescott Joule, nhà vật lý người Anh (m. 1889)
- 1822 – Charles Hermite, nhà toán học người Pháp (m. 1901)
- 1845 – Georgios I, quốc vương của Hy Lạp (m. 1913)
- 1879 – Alexandrine, vương hậu của Đan Mạch (m. 1952)
- 1881 – Juan Ramón Jiménez, nhà văn người Tây Ban Nha, đoạt giải Nobel (m. 1958)
- 1886 – Michael Curtiz, đạo diễn người Hungary-Mỹ (m. 1962)
- 1917 – Kim Chính Thục, du kích và nhà hoạt động chính trị người Triều Tiên, phu nhân của lãnh tụ Triều Tiên Kim Nhật Thành (m. 1949)
- 1922 – Ava Gardner, diễn viên người Mỹ (m. 1990)
- 1942 – Đoàn Viết Hoạt, nhà báo và nhà hoạt động chính trị người Việt Nam
- 1943 – Tarja Halonen, luật sư và chính trị gia người Phần Lan, Tổng thống Phần Lan
- 1945 – Bạch Tuyết, ca sĩ cải lương người Việt Nam
- 1954 – Phạm Quý Ngọ, tướng lĩnh công an người Việt Nam. (m. 2014)
- 1957 – 
  - Hamid Karzai, chính trị gia người Afghanistan, tổng thống của Afghanistan
  - Bàn Đức Vinh, chính trị gia người Việt Nam
- 1961 – Ilham Aliyev, chính trị gia người Azerbaijan, tổng thống của Azerbaijan
- 1968 – Choi Jin Sil, diễn viên người Hàn Quốc (m. 2008)
- 1969 – Pernille Fischer Christensen, đạo diễn người Đan Mạch
- 1970 – Amaury Nolasco, diễn viên người Mỹ
- 1971 – Ricky Martin, ca sĩ người Puerto Rico
- 1973 – Stephenie Meyer, nữ văn sĩ người Mỹ
- 1974 – Ryan Seacrest, người dẫn chương trình truyền hình người Mỹ
- 1981 – 
  - Dima Bilan, ca sĩ-người viết ca khúc và diễn viên người Nga
  - Lê Khánh, diễn viên người Việt Nam
  - Đỗ Mạnh Cường, nhà thiết kế thời trang người Việt Nam
- 1982 – Aiba Masaki, ca sĩ, diễn viên người Nhật Bản
- 1986 – 
  - Mori Riyo, người mẫu Nhật Bản, Hoa hậu Hoàn vũ 2007
  - Tăng Nhật Tuệ, nhạc sĩ kiêm ca sĩ người Việt Nam
- 1991 – Louis Tomlinson, ca sĩ người Anh

## Mất
- 36 – Công Tôn Thuật, quân phiệt thời Hán, tức ngày Mậu Dần (18) tháng 11
- 905 – Dương Hành Mật, tiết độ sứ của triều Đường, tức ngày Canh Thìn (26) tháng 11 năm Ất Sửu (s. 852)
- 972 – Phạm Bạch Hổ, sứ quân người Việt Nam, tức 16 tháng 11 năm Nhâm Thân (s. 910)
- 1453 – John Dunstaple, nhà soạn nhạc người Anh (s. 1390)
- 1524 – Vasco da Gama, nhà thám hiểm người Bồ Đào Nha (s. 1469)
- 1863 – William Makepeace Thackeray, tác gia người Anh (s. 1811)
- 1873 – Johns Hopkins, danh nhân, nhà hoạt động bãi nô, nhà từ thiện người Mỹ (s. 1795)
- 1895 – Kuno Thassilo von Auer, sĩ quan quân đội người Đức (s. 1818)
- 1935 – Alban Berg, nhà soạn nhạc người Áo (s. 1885)
- 1942 – Konstantin Dmitrievich Balmont, nhà thơ người Nga (s. 1867)
- 1972 – Châu Loan, ca sĩ người Việt Nam (s. 1926)
- 1973 – Gerard Kuiper, nhà thiên văn học người Hà Lan-Mỹ (s. 1905)
- 1982 – Louis Aragon, tác gia và nhà thơ người Pháp (s. 1897)
- 1992 – Peyo, họa sĩ truyện tranh người Bỉ (s. 1928)
- 1996 – Nguyễn Hữu Thọ, chính trị gia người Việt Nam (s. 1910)
- 1997 – Mifune Toshiro, diễn viên người Nhật Bản (s. 1920)
- 2008 – Harold Pinter, nhà viết kịch và đạo diễn người Anh, đoạt giải Nobel (s. 1930)
- 2008 – Samuel P. Huntington, nhà khoa học chính trị người Mỹ (s. 1927)
- 2009 – Rafael Caldera, luật sư và chính trị gia người Venezuela, tổng thống của Venezuela (s. 1916)